# 대한통운 제천영업소
대한통운 제천영업소(大韓通運 堤川營業所)는 충청북도 제천시 화산동에 있는 일제강점기의 건축물이다. 2003년 6월 30일 대한민국의 국가등록문화재 제56호로 지정되었다.

## 개요
철도 수화물처리와 관련된 복합(업무.숙소)형태의 화강석 완자형쌓기 석조건축물이다.

## 참고 자료
- 대한통운 제천영업소 - 국가유산청 국가유산포털